# Фурманюк Артем Сергійович
Артем Сергійович Фурманюк (нар. 31 січня 1981, Ростов-на-Дону) — український журналіст-розслідувач та громадський діяч. Автор численних публікацій, присвячених донецькому клану, корумпованим представникам МВС, СБУ та прокуратури. Є одним зі співавторів книги «Донецька мафія. Перезавантаження». Співпрацює з виданнями «Остров», Радіо «Свобода», «Ракурс», Pro-test.

## Біографія
Народився 31 січня 1981 року в Ростові-на-Дону, де навчались його батьки. Після закінчення навчання родина переїхала у Донецьк на батьківщину батька. Батько, Сергій Фурманюк — один із активістів Народного руху України у Донецьку у кінці 1980-х, незалежний журналіст-розслідувач, заступник головного редактора газети «Остро». Відомий викриттям фальсифікацій у першому турі президентських виборів 2004 року в Донецьку. Мати, Катерина Фурманюк, — також журналіст, спеціалізувалась на вугільній галузі.
Як журналіст починав працювати у донецькій опозиційній газеті «ОстроВ», у 2004 був прес-секретарем Донецького обласного осередку громадської організації «Пора!». У 2007 році Артем Фурманюк заснував сайт Pro-test, на якому публікував розслідування діяльності донецького кримінального клану, а також корупції в рядах МВС, СБУ і прокуратури. Частина його авторських матеріалів була використана укладачами антології «Донецька мафія», довідника про історію кримінальних угрупувань Донецької області, виданого фондом «Антикорупція».
У 2010 році працював як оглядач «Радіо Свобода». 17 вересня 2010 року на сайті Радіо «Свобода» Артем Фурманюк опублікував статтю «Донецької мафії більше не існує. Де-юре…», в якій критикував Генеральну прокуратури України, яка зняла звинувачення з лідера організованого злочинного угрупування Гіві Немсадзе, змінивши статус із «підозрюваного» на «випадкового свідка». Гіві Немсадзе українськими правоохоронцями був поданий у міжнародний розшук за підозрою у скоєнні 57 убивств на чолі організованої злочинної групи. На наступний день після виходу статті Артем і його три товариші були жорстоко побиті міліціонерами.
Зимою 2013—2014 року був активістом донецького Євромайдану. У березні 2014 під час захоплення Донецька проросійськими бойовиками був командиром десятки самооборони на мітингах у підтримку єдності України. Після мітингу 13 березня 2014 року, на якому проросійськими бойовиками був убитий Дмитро Чернявський, Артем і ряд інших членів української самооборони були вимушені покинути Донецьк через переслідування з боку донецької міліції. У квітні 2014 року став добровольцем «Правого сектору», виїжджав на розвідку у Донецьку область.
4 вересня 2014 року Артем Фурманюк брав участь у прес-конференції в УНІАН, на якій критично висловився на адресу комбата батальйону «Донбас» Семена Семенченка і повертається до журналістської діяльності.
31 серпня 2015 року Артем Фурманюк брав участь у мітингу під Верховною Радою проти «особливого статусу Донбасу», пропонованому у законопроекті № 2217 «Про внесення змін до Конституції України (у частині децентралізації влади)». Під час мітингу відбулись сутички демонстрантів з поліцією. 2 вересня Артем був заарештований у Справі 31 серпня за звинуваченнями у порушенні громадського порядку, організації масових заворушень та насильстві щодо працівників правоохоронних органів. 27 листопада суд змінив міру запобіжного заходу з утримання під вартою на домашній арешт. Судові засідання по справі тривають, адвокати затриманих звертають увагу, що події біля Верховної Ради не можна кваліфікувати як масове заворушення, тому що вони не супроводжувались захопленням приміщень та утриманням їх. За свідченнями, Артем у сутичках з правоохоронцями участі не брав.